# Hannah Maddux
Hannah Marie Maddux (San Antonio, 2 marzo 2001) è una pallavolista statunitense, schiacciatrice delle Vegas Thrill.

## Carriera

### Club
La carriera pallavolistica di Hannah Maddux inizia nei tornei scolastici texani, a cui partecipa con la Samuel V. Champion HS. Dopo il diploma, invece, gioca a livello universitario in NCAA Division I, indossando la casacca della South Alabama dal 2019 al 2023.
Fa il suo esordio nella pallavolo professionistica con le Vegas Thrill, disputando la Pro Volleyball Federation 2024.